# 黄在厚
黄在厚（？—？），山东单县人，是一名清朝政治人物。
黄在厚曾于1831年接替叶敬昌任松江府知府一职，1831年由沈兆沄接任。
除了松江府知府，他還當過揚州府知府、江寧府知府、常州府知府以及江安十府粮储道負責人。